# Gynoplistia (Gynoplistia) hera
Gynoplistia (Gynoplistia) hera is een tweevleugelige uit de familie steltmuggen (Limoniidae). De soort komt voor in het Australaziatisch gebied.